# 크리스티나 페르난데스 리
크리스티나 페르난데스 리(Cristina Fernandez Lee, 2005년 9월 27일 ~ )는 대한민국 국적의 어머니와 스페인 국적의 아버지 사이에서 태어난 스페인계-한국계 혼혈인 어린이 배우이다. 대한민국과 스페인 이중국적이다.

## 주요 경력

### 방송
- KBS 크리스마스 특집방송 홍보영상
- MBC 크리스마스특집 네팔콘서트 축복합니다
- tvN 네버랜드 - 레인보우 (2010.11.27~12.28)
- tvN 리얼키즈 스토리 레인보우 (2011.02.26~2011.12.24)
- JTBC 신화방송 7,8화
- KBS 여유만만 (2011년 7월 7일)
- tvN 더 로맨틱 Intro
- Mnet 신승훈 원 콘서트 티져
- 스토리온 이승연과 100인의 여자들 - 이승연 몰래카메라

### 영화
- 갤럭시S4 브랜드필름 <나와 S4 이야기> - <백구> 편 : 순이 역. 구혜선 감독, 문메이슨 출연.

### 광고
- SH공사 Shift - "집은 사는곳이 아니라 사는 곳입니다"
- 햇반
- 하우젠 에어컨
- 아시아나 기업 PR
- KB금융
- 올림푸스 내시경
- 반다이 코리아 쉬퐁인형
- 린나이 보일러
- 에버랜드 광고 - "거긴 착한사람만 갈수있대"
- KT 올레 스마트홈 키봇 - 스마트 교육로봇 키봇 편 (이영애 편)
- 메리츠보험
- 코란도 C 자동차

- 던킨도너츠 지면
- 이마트 지면
- 구몬학습지 지면
- 에버랜드 봄 튜울립 축제 지면

- 다음 스크린 세이버
- 다음 키즈짱 율동영상
- 현대홈쇼핑 이불 ENG 촬영
- GS홈쇼핑 라텍스 생방송 촬영
- GS홈쇼핑 짐보리 ENG 촬영

#### 카달로그
- EXR 카달로그
- SFIT 카달로그
- 알로봇 아동복 겨울 카달로그(2010~11 봄,여름)
- 티니위니 아동복 봄 카달로그(2011)
- 키즈모 원복 카달로그(2010)
- 아이원복(프리스마) 카달로그(2010)
- 캔키즈 아동복 겨울 카달로그(2009~2010 봄,여름,겨울)
- 알로봇 아동복 봄, 여름, 겨울 카달로그(2010)
- 프랜치켓 아동복 봄 카달로그, 코디북(2010)
- 푸조독 아동복 카달로그(2010)
- 디플랜 아동복 겨울 카달로그(2009)

#### 피팅모델
- 엠버
- 룰러바이
- 발레키즈
- 도담도담
- 아씨우리옷
- 클라리넷
- 베네베네
- 쁘띠샤
- 미니캠프
- 미가한복
- 베비라임
- 쁘띠엘
- 제이반스

#### 스튜디오 홍보모델
- 아침 스튜디오 분당점
- 메종드 베베 스튜디오
- 라라홍 스튜디오
- 레몬트리 스튜디오 강남점
- 나무그린 홍대점 스튜디오
- 쁘뽕 스튜디오
- 꿈꾸는 숲 스튜디오
- 마루 스튜디오

### 잡지
- 마리끌레르 화보
- 베스트베이비 표지, 화보
- 베이비 내지
- 레몬트리 화보
- Style H 화보
- 얼루어

## 수상
- 2010년 월트디즈니 프린세스 콘테스트 - 밥스타일 프린세스상
- 2012년 모노블랙 패션 키즈스타 선발대회 베스트 포토상